# Communauté de communes des Coteaux du Girou
Die Communauté de communes des Coteaux du Girou ist ein französischer Gemeindeverband mit der Rechtsform einer Communauté de communes im Département Haute-Garonne in der Region Okzitanien. Sie wurde am 22. Dezember 1998 gegründet und umfasst 18 Gemeinden. Der Verwaltungssitz befindet sich im Ort Gragnague.

## Mitgliedsgemeinden
| Gemeinde                                    | Einwohner 1. Januar 2022 | Fläche km² | Dichte Einw./km² | Code INSEE | Postleitzahl |
| ------------------------------------------- | ------------------------ | ---------- | ---------------- | ---------- | ------------ |
| Bazus                                       | 600                      | 9,13       | 66               | 31049      | 31380        |
| Bonrepos-Riquet                             | 295                      | 5,69       | 52               | 31074      | 31590        |
| Garidech                                    | 1.899                    | 7,11       | 267              | 31212      | 31380        |
| Gauré                                       | 467                      | 13,47      | 35               | 31215      | 31590        |
| Gémil                                       | 415                      | 2,81       | 148              | 31216      | 31380        |
| Gragnague                                   | 2.428                    | 13,04      | 186              | 31228      | 31380        |
| Lapeyrouse-Fossat                           | 2.983                    | 9,49       | 314              | 31273      | 31180        |
| Lavalette                                   | 798                      | 13,75      | 58               | 31285      | 31590        |
| Montastruc-la-Conseillère                   | 3.719                    | 15,49      | 240              | 31358      | 31380        |
| Montjoire                                   | 1.262                    | 20,29      | 62               | 31383      | 31380        |
| Montpitol                                   | 341                      | 5,96       | 57               | 31388      | 31380        |
| Paulhac                                     | 1.250                    | 14,03      | 89               | 31407      | 31380        |
| Roquesérière                                | 882                      | 10,64      | 83               | 31459      | 31380        |
| Saint-Jean-Lherm                            | 430                      | 7,92       | 54               | 31489      | 31380        |
| Saint-Marcel-Paulel                         | 481                      | 7,10       | 68               | 31501      | 31590        |
| Saint-Pierre                                | 261                      | 4,74       | 55               | 31511      | 31590        |
| Verfeil                                     | 3.867                    | 41,23      | 94               | 31573      | 31590        |
| Villariès                                   | 879                      | 7,33       | 120              | 31579      | 31380        |
| Communauté de communes des Coteaux du Girou | 23.257                   | 209,22     | 111              | –          | –            |